# شاب (الأردين)
شاب هي بلدية فرنسية تقع في إقليم الأردين في منطقة غراند إيست. 

## الأماكن والمعالم الأثرية

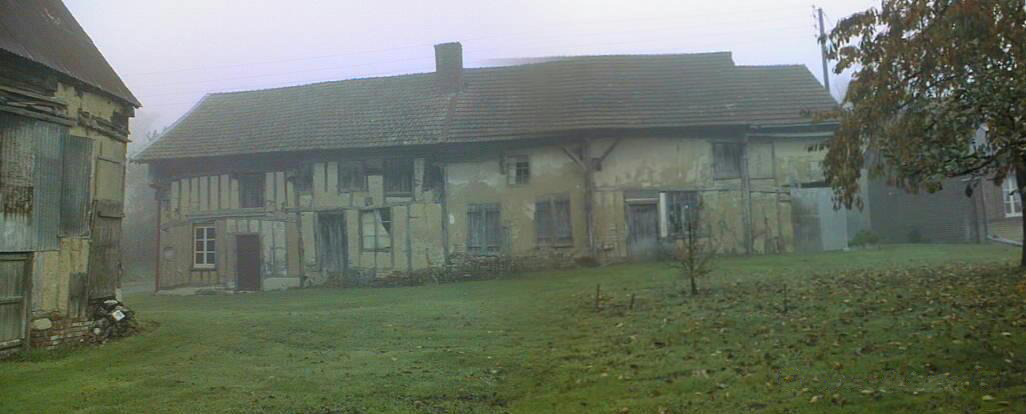
مزرعة من القرن الثامن عشر في وسط القرية ، أحد أقدم المباني في شاب.

## شخصيات مرتبطة بالبلدية
- مارسيل كامو ، مخرج أفلام (1912-1982) ، ولد في شاب.